# Adam Winterhalder
Adam Winterhalder (* um 1652 in Neukirch; † 29. März 1737 in Vöhrenbach im Bregtal) war ein deutscher Künstler des Barock aus der Bildhauersippe Winterhalder. Er wirkte im Schwarzwald, besonders in Vöhrenbach.

## Forschungsgeschichte
Schon 1947 erhielt er einen Eintrag im Allgemeinen Lexikon der Bildenden Künstler von der Antike bis zur Gegenwart, seine Werke wurden jedoch etwa 1997 im Handbuch der Deutschen Kunstdenkmäler, Baden-Württemberg II, nicht ein einziges Mal genannt. Sein Werk ist seither vor allem von dem Vöhrenbacher Heimatforscher Bernhard Kleiser (* 1925) und dem Pfarrer und Kunsthistoriker Manfred Hermann erforscht worden.

## Leben
Adams Eltern waren der Landwirt und Bildhauer Bartholomaeus Winterhalder (um 1613–1680), der Stammvater der Sippe, und dessen Frau Ursula geb. Hummel (1611–1695). Adam lernte die Bildschnitzerei wie sein älterer Bruder Johann Conrad zunächst beim Vater und anschließend wohl beim Bruder, der seit 1661 in Kirchzarten eine eigene Werkstatt betrieb. Beim Tod des Vaters übernahm Adam, 28-jährig, die Neukircher Werkstatt. Um 1695 machte er sich in Vöhrenbach selbständig, wo er 1696 Elisabeth geb. Straub heiratete. Das Ehepaar hatte fünf Kinder, darunter die späteren Bildhauer Anton (1699–1758), Josef (1702–1769) und Johann Michael (1706–1759). Im Vöhrenbacher Sterbebuch ist er „ein Mann von bestem Leben und Ruf, Bürger dieser Stadt und erfahrener Bildhauer.“

## Werk
Zu Adam Winterhalders erhaltenen Werken gehören (in chronologischer Reihenfolge):
- Um 1680 ein Kreuz und die vier Kirchenlehrer Hieronymus, Ambrosius von Mailand, Augustinus von Hippo und Papst Gregor der Große in seiner Heimatpfarrkirche St. Andreas in Neukirch. „Mit diesem Kreuz eröffnete Adam wohl seine eigene Tätigkeit.“[5]
- Ein Kreuz und ein heiliger Josef in der Pfarrkirche Johannes der Täufer in Breitnau. Wie in Neukirch sind Bart und Haupthaarsträhnen des Gekreuzigten liebevoll wiedergegeben. „Im Gegensatz zum Neukircher Kreuz sind beide Füße übereinandergenagelt (Dreinagel-Typus). Eine völlig neue Form zeigt das Lendentuch, dessen rechter Zipfel an der dortigen Hüfte niederfällt, der linke aber schräg über den Schoß gezogen ist und dort aufwirbelt und in einer Rolle endet. Auch hier haben wir die charakteristische Handschrift des Adam Winterhalder vor uns.“[6]
- Kniende Figuren des heiligen Dominikus und der heiligen Katharina von Siena im Obergeschoss des im Übrigen aus jüngerer Zeit stammenden Hochaltars der Pfarrkirche Johannes der Täufer in Saig.[7]
- 1693 zwei Madonnen mit Kind in der Pfarrkirche Johannes der Täufer in Friedenweiler. Sie sind von einem für das Zisterzienserinnen-Kloster Friedenweiler geschaffenen Altar Winterhalders übriggeblieben, der im Übrigen 1725 mit dem ganzen Kloster einem Brand zum Opfer fiel.
- Um 1700 Prozessions-Madonna im Pfarrhaus von Vöhrenbach, das früheste erhaltene Werk der Vöhrenbacher Zeit.
- Ebenfalls um 1700 ein Auferstandener Jesus Christus neben dem linken Seitenaltar der Vöhrenbacher Pfarrkirche St. Martin. „Er steht auf einer silbernen Wolke, die Rechte segnend erhoben, während die seitlich ausgestreckte Linke die Auferstehungsfahne hält. ... Die Körperbehandlung ist wenig ausgeprägt und glatt gehalten. ... Der über die linke Schulter gelegte Mantel gibt der Gestalt einen relativ geschlossenen Umriß.“[8] St. Martin in Vöhrenbach ist ein Neubau von 1953–1954, der einen Bau von 1715 ersetzte, wobei der neuromanische Turm von 1871–1873 beibehalten wurde.[9]
- 1705, „die erste urkundlich gesicherte Arbeit“,[10] ein Auferstandener in der Pfarrkirche St. Johann (Donaueschingen). „In betontem Kontrapost steht der Auferstandene auf einer silbernen Wolke, die rechte Hand wieder segnend erhoben, in der Linken die Auferstehungsfahne. Sehr viel plastischer als beim Vöhrenbacher ist der ganze Körper, vor allem der Brustbereich ausgearbeitet.“[8]
- Um 1710 zwei weitere Prozessions-Tragefiguren, ein heiliger Crispin und ein heiliger Jakobus der Ältere, heute an der Südwand der Vöhrenbacher Pfarrkirche.
- Ebenfalls um 1710 ein heiliger Philippus und ein heiliger Jakobus der Jüngere in der Pfarrkirche St. Josef in Obersimonswald. „Der Apostel Philippus ist klar am Kreuzstab zu erkennen, der Apostel Jakobus d.J. trägt außer dem Buch als Zeichen der Verkündigung des Gotteswortes nur den Wanderstab des Missionars. ... Beide zeichnet eine reiche Bewegung aus, Philippus durch die ausgestreckte Rechte, den Jakobus durch den links außen aufgesetzten Wanderstab. ... Typisch für Adam Winterhalders Arbeiten zeigen sich die weggewehten Barthaare und die aufgedrehten, bis in den Nacken reichenden Haarsträhnen.“[11]
- Um 1720 ein Auferstandener, Hermann nennt ihn „sicherlich den schönsten von der Hand Adam Winterhalders aus der Zeit um 1720“,[8] in der Pfarrkirche Allerheiligen im Vöhrenbacher Stadtteil Urach.
- Um 1720 die trauernden Maria und Johannes für die Chorbogen-Kreuzigungsgruppe von St. Martin in Vöhrenbach. Heute stehen sie unter einem später von Adams Sohn Johann Michael geschnitzten Kreuz an der Stirnwand des Chores der neuen Kirche.
- Etwa gleichzeitig eine Kreuzigungsgruppe mit Maria und Johannes in der Pfarrkirche St. Nikolaus in Elzach.
- 1726–1727 erhielt „der bildhauer zue Ferenbach“ 62 Gulden für Skulpturen in der Ruhe-Christi-Kirche in Rottweil,[12] darunter ein Isaak mit dem schwertzückenden Abraham, dem ein Engel Einhalt gebietet (Gen 22 EU).[13] Nach anderen Bearbeitern ist der Schöpfer der Figuren allerdings der Rottweiler Bildhauer Adam Bertsche (1686–1755).[14][15][1]
- Nach 1726 die Heiligen Odilia, Wendelin, Rochus von Montpellier und Josef in der Ottilienkapelle in Bräunlingen.[16]
- Um 1730 ein heiliger Petrus, Paulus, Erzengel Michael und Johannes der Täufer für den Hochaltar von St. Martin in Vöhrenbach. Die beiden Apostel stehen heute über den Seitenaltären von St. Martin, der Erzengel und der Täufer in der Pfarrkirche St. Georg in Hüfingen-Mundelfingen. „Petrus und Paulus offenbaren durch Arm- und Beinhaltung mit ausgeprägtem Kontrapost ein dem Hochbarock eigenes feierliches Pathos. Enorm etwa die Bewegung der seitlich ausgestreckten Linken des Paulus, die den Schwertknauf umfaßt hält. Ebenso dramatisch gibt sich die Behandlung der Gewänder. Bei Petrus hat ein heftiger Wind einen Mantelteil von der linken Hüfte her quer vor den Leib geweht, einen wild schlingernden Saum mit einem Ohr als typischem Merkmal des Bildschnitzers bildend. ... Typisch für Adam Winterhalder sind die langen, nach oben gedrehten Strähnen im Nacken.“[17]
- Um 1732 eine Rosenkranz-Madonna und ein heiliger Josef für die Seitenaltäre von St. Martin. Von der Madonna steht heute in St. Martin eine Kopie, der Josef befindet sich in Vöhrenbacher Privatbesitz. Nach diesen Arbeiten „verließen den Achtzigjährigen offensichtlich die Kräfte: Er rief seinen Sohn Johann Michael 1733 aus Böhmen nach Hause zurück und übergab ihm zur Hochzeit am 8. Februar 1734 die Werkstatt.“[9]

Werke Winterhalders in St. Martin, Vöhrenbach
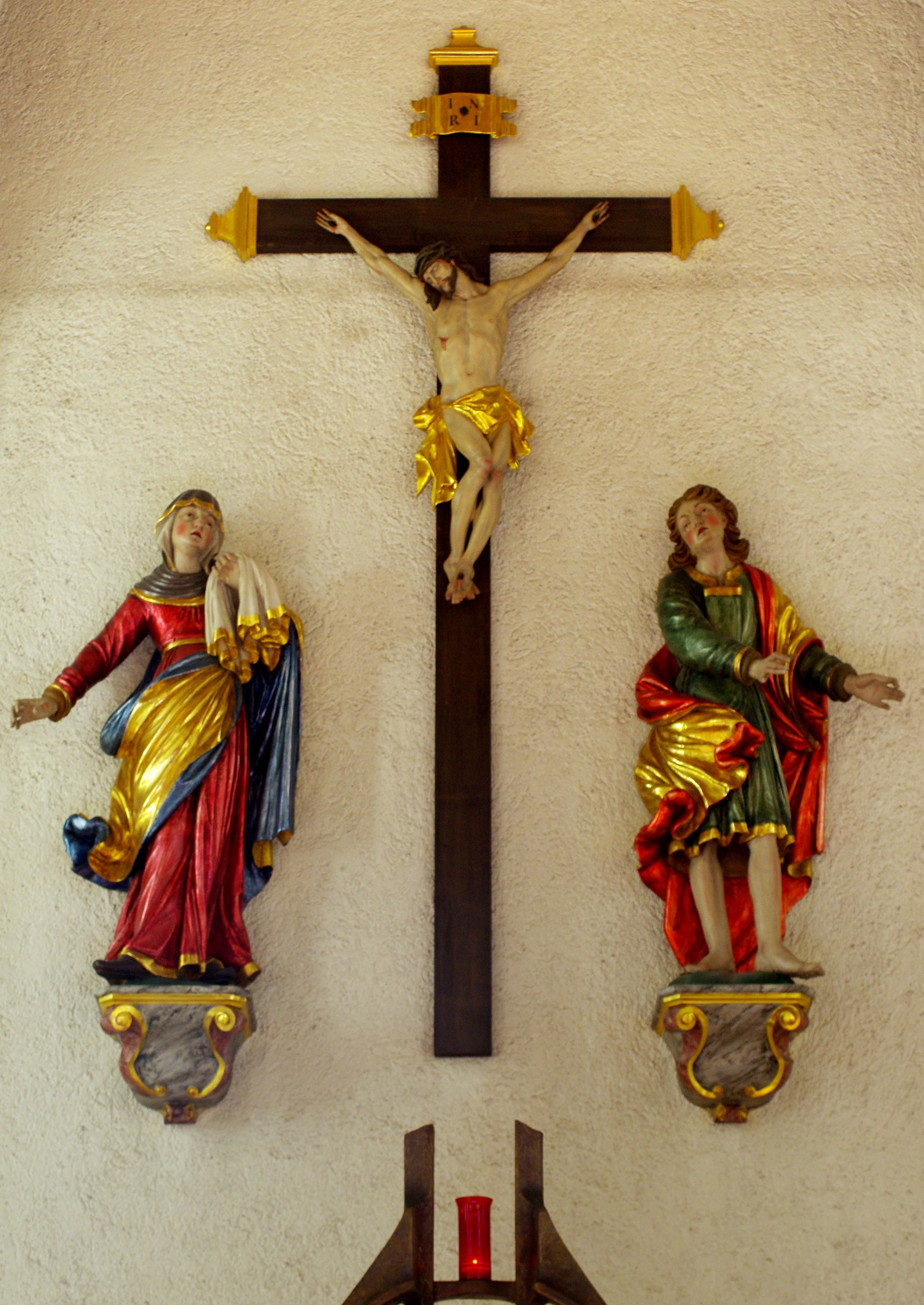
Trauernde Maria und Johannes unter Johann Michael Winterhalders Kreuz
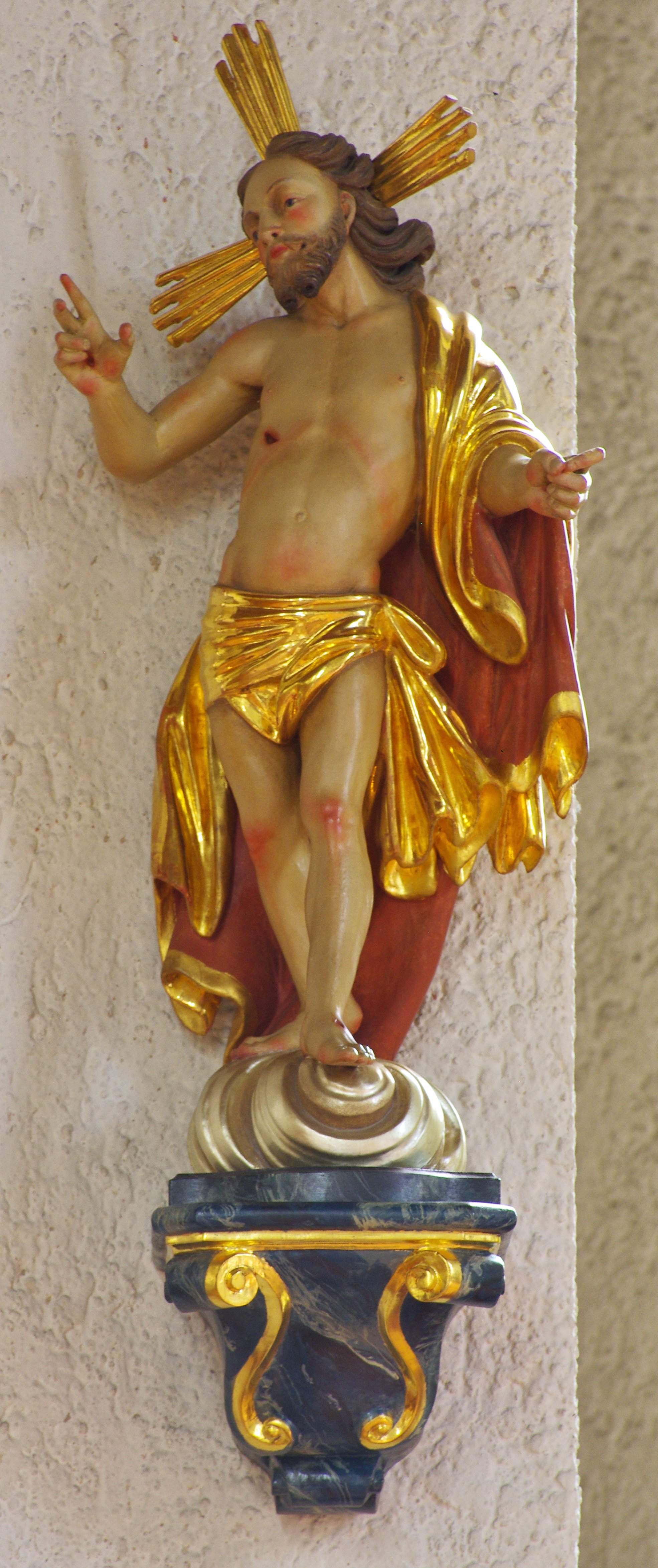
Auferstandener Jesus Christus
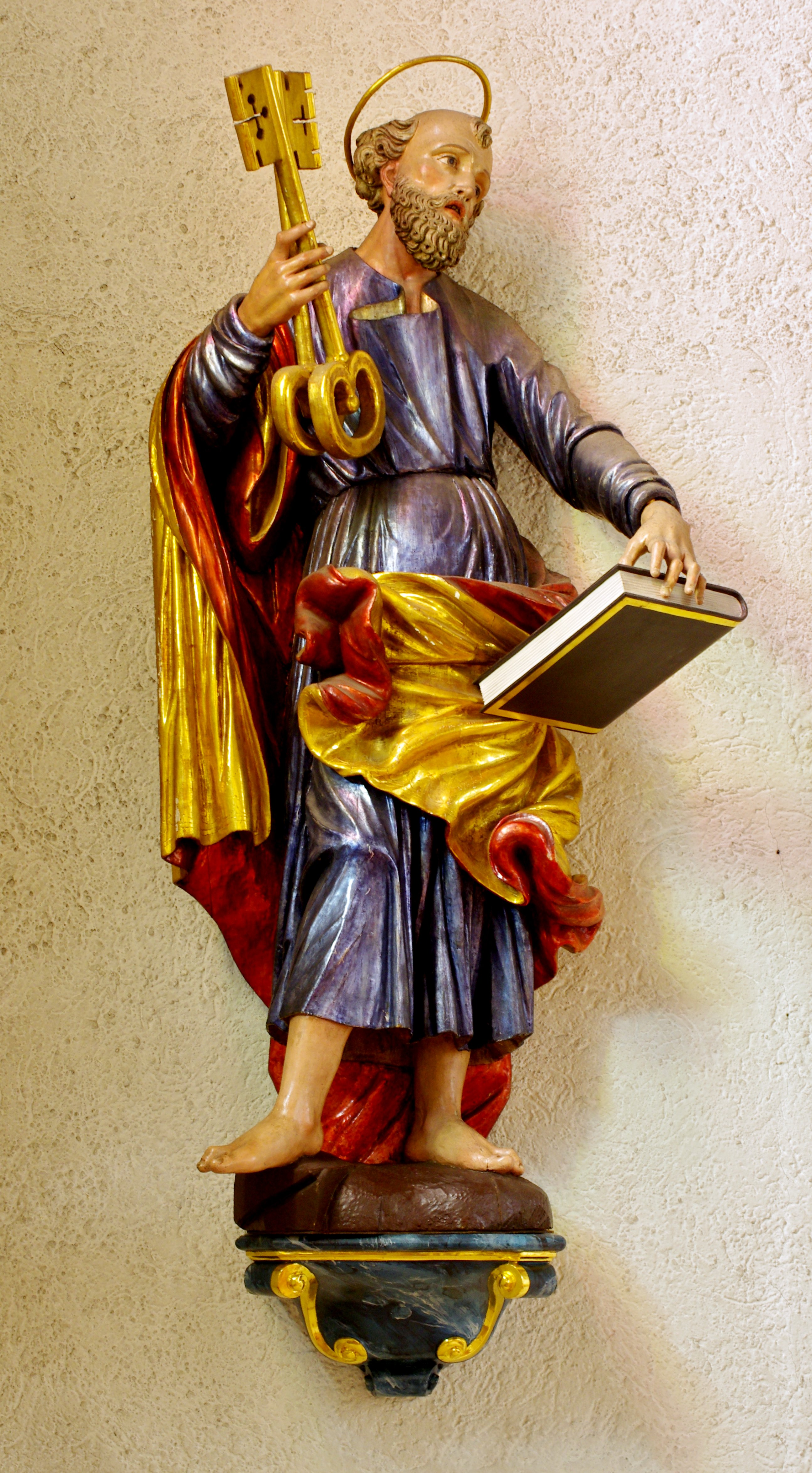
Petrus
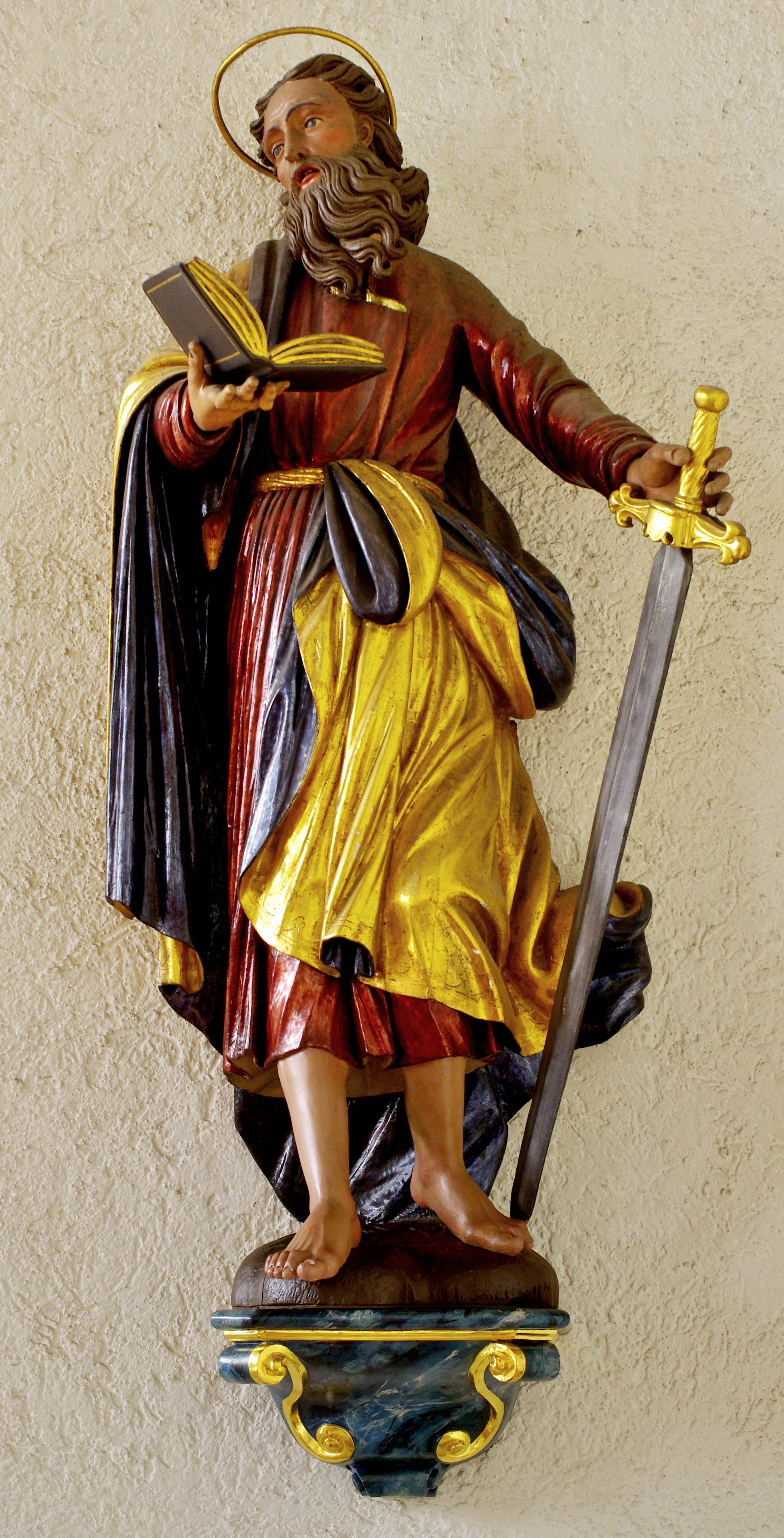
Paulus
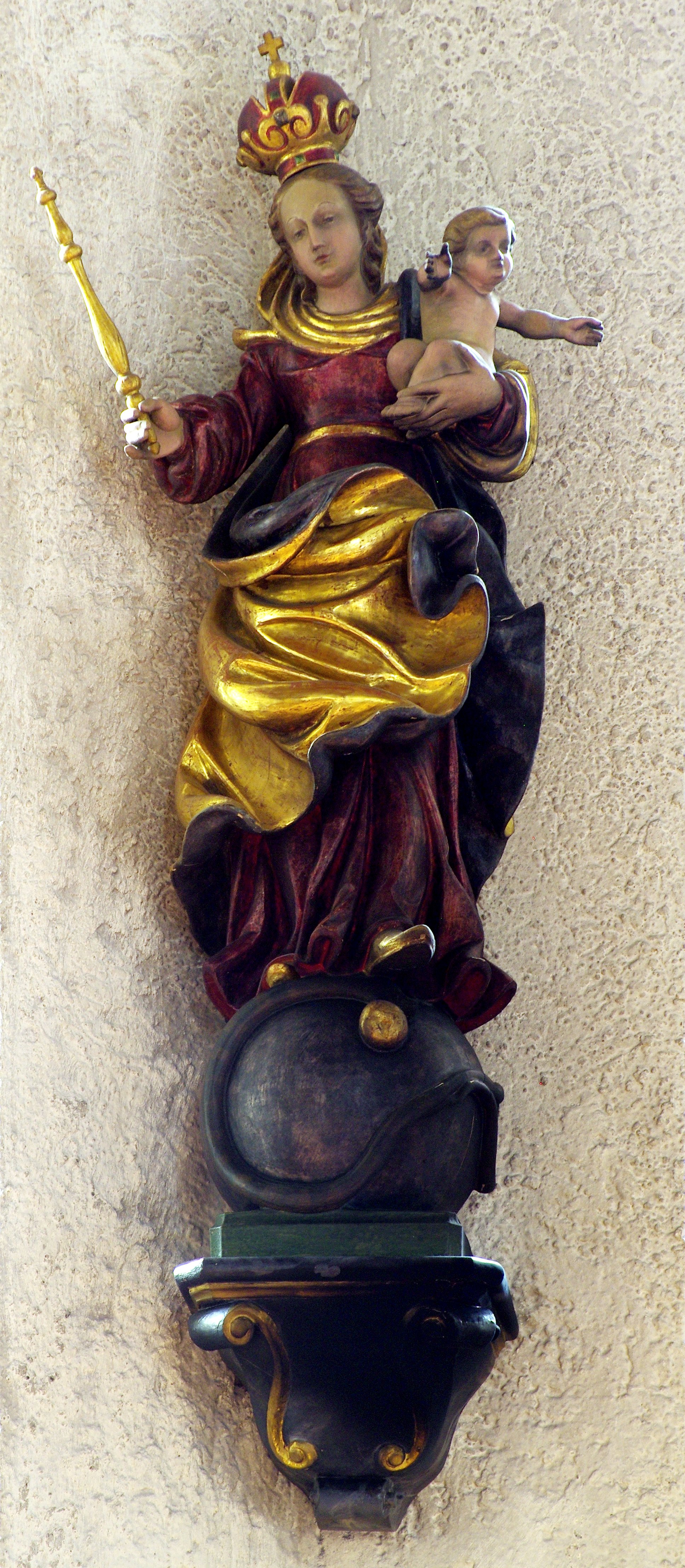
Madonna (Kopie)

## Würdigung
„Adam Winterhalder, in der provinziellen Werkstattradition aufwachsend, ohne spürbare Anregungen und Einflüsse eines verfeinerten, vergeistigten internationalen Barock, schafft sich in der Abgeschiedenheit des Schwarzwalddorfes eine eigene persönliche Formensprache, die ihn über die Gebundenheit und Enge einer bäuerlichen, provinziellen Gestaltungsweise herauswachsen läßt. Zwar ist Faltengebung, Haarbehandlung ort- und zeitstilistischen Bedingungen unterworfen, aber die geschickte Organisation des Gewandes am Körper, die Akzentuierung und Unterstreichung der Hände, die die Attribute halten, durch Faltenwürfe und Gewandbahnen wie die Kontrastierung des erregten Faltenspiels zu den Funktionen des Körpers lassen den überlegenden, komponierenden, wirkungsbewußten Bildhauer erkennen.“
Er zeigt einen „schweren Stil. Die eckigen Gesten der massigen Figuren mit ihren überdimensionalen Attributen übersetzen barocke Dynamik in ein vergröbertes ländliches Idiom.“ Es fehlen ihm „die Einflüsse des verfeinerten Barocks aus Italien und Wien, die barocke Leichtigkeit und Beschwingtheit; er war in der ‚provinziellen Werkstatttradition‘ aufgewachsen; dennoch war er ein eigenständig gestaltender Bildhauer und schuf einen ganz und gar eigenen Stil und eine Formgebung, die besonders in der plastischen Gewandgestaltung und -anordnung und der Körperhaltung sichtbar werden und ihn zu einem weit über Vöhrenbach hinaus bekannten und bedeutenden Bildhauer im Schwarzwald machen.“ Seine Werke seien von „liebenswertem Pathos“.